# Urostachys tetrapterygius
Urostachys tetrapterygius là một loài thực vật có mạch trong Họ Thạch tùng. Loài này được (F.M. Bailey) Herter miêu tả khoa học đầu tiên năm 1949.